# Куранов, Юрий Николаевич
Ю́рий Никола́евич Кура́нов (5 февраля 1931, Ленинград — 11 июня 2001, Светлогорск, Калининградская область) — русский писатель второй половины XX века, прозаик, поэт, автор лирических миниатюр.

## Биография
Родился 5 февраля 1931 года в Ленинграде в семье художников: его отец, живописец, был заместителем директора Эрмитажа, заведовал в Эрмитаже реставрационными мастерскими и Золотой кладовой; мать — искусствовед, работавшая в Русском музее. Когда Куранову было 3 года, мать оставила семью. Вскоре арестовали отца и шестилетний мальчик вместе с дедом, бабушкой и дядей оказался в сибирской ссылке.
Окончил среднюю школу в Норильске и в 1950—1953 годах учился на историческом факультете Московского государственного университета. Затем, в 1954—1956 годах занимался на сценарном факультете Всесоюзного государственного института кинематографии. В эти годы начал писать стихи, рассказы, повести. Его первые стихи были напечатаны в 1956 году в сборнике «Первое знакомство». В это время он познакомился с К. Г. Паустовским, который , как вспоминал Куранов, «одним из первых учил меня ценить живое дыхание слова, пение красок, мудрую простоту повседневности под которой скрыты глубинные движения человеческого сердца».
В 1959 году поселился в костромском селе Пыщуг, а с 1969 года — в псковском селе Глубокое. В Пыщуге он создал цикл коротких рассказов (опубликованы в 1959 году в «Литературной газете», «Новом мире» и перепечатаны в центральной газете «Правда»; отдельное издание – Кострома, 1961), привлекший внимание критики и читателей. Его поддержали писатели Эммануил Казакевич, затем Вениамин Каверин. В 1961 году вышло отдельное издание его рассказов «Лето на севере» и в 1962 году Ю. Н. Куранов был принят в Союз писателей СССР.
Вышедшие впоследствии книги «Белки на дороге» (М., 1962), «Колыбельные руки», «Увалы Пыщуганья» (Кострома, 1964), «Дни сентября» (М., 1969), «Перевала» (М., 1973) закрепили за Курановым репутацию мастера короткого лирического рассказа и миниатюры. Произведения Куранова стали переводиться и издаваться за границей. 
В 1975 году в журнале «Октябрь» и центральных газетах стали публиковаться новеллы-главы документального романтического исследования Куранова «Глубокое на Глубоком» (М., 1982), где он рассказывал о трагической гибели «неперспективных» деревень. Обеспокоенный судьбой деревни, он решил оставить замысел романа о юности Пушкина и произведения из эпохи Лжедмитрия и обратился к публицистической деятельности, одновременно работая над лирическим, остросюжетным романом «Заозерные звоны» (М., 1980). В 1982 году была напечатана его повесть «Озарение радугой». 
Попытка Куранова вмешаться в решение социально-экономических проблем вызвала недовольство руководства Псковской области и в 1982 году он вынужденно переселился в Светлогорск Калининградской области, где написал художественно-документальную повесть «Путешествие за птицей». Руководил светлогорским поэтическим клубом «Голубой простор». Стоял у истоков областного журнала «Запад России», был его постоянным автором и членом редакционной коллегии. В 1991 году он стал одним из создателей нового демократического Союза писателей России. В том же году он стал лауреатом первой литературной премии демократической России, а в 2000 году получил областную профессиональную премию «Признание» в области литературы.
Духовные поиски привели его к религии; в связи с этим Куранов отказался от продолжения задуманного цикла произведений (повесть «Облачный ветер», 1969; «Порой невдалеке», неопубликовано): «Я убедился, что творчество художественное, литературное — это тупиковая дорога, дорога в никуда. Прелесть, соблазн — так это называется на богословском языке. Осознав, я не хочу дальше этим заниматься, множить правдоподобную ложь…». В 1987 году вышла книга новелл Куранова о христианских праведниках, о нравственности и о семье «Тепло родного очага». Свои духовные стихи Ю. Н. Куранов печатал под псевдонимом Георгий Гурей; его духовная поэзия (1978—2000 гг.) и гимны вошли в сборник «Вот моя музыка!» (Калининград, 2005).
Книги Ю. Н. Куранова издавались в Чехословакии, Болгарии, Польше, США и других странах. Его произведения неоднократно включались в антологии русской прозы, изданные за границей. 
Умер в ночь на 11 июня 2001 года в Светлогорске.

## Увековечение памяти

Мемориальная доска в Светлогорске

В Светлогорске, на доме, где жил Ю. Н. Куранов, 5 февраля 2005 года была установлена мемориальная доска.

## Книги
- Лето на Севере: рассказы. — Кострома: Кн. изд-во, 1961. — 102 с.
- Белки на дороге: рассказы и лирические миниатюры. — [М.]: Молодая гвардия, 1962. — 192 с.
- Увалы Пыщуганья: новеллы. — Кострома, 1964. — 151 с.: ил.
- Колыбельные руки: рассказы. — М.: Советский писатель, 1966. — 219 с.: ил.
- Дни сентября: [рассказы]. — М.: Молодая гвардия, 1969. — 78 с.
- Облачный ветер: повесть. — М.: Советский писатель, 1969. — 216 с.: ил.
- Колыбельная. — Тбилиси: Накадули, 1971. — 26 с. — Груз. яз.
- Перевала. — М.: Современник, 1973. — 325 с.
- Дождевая россыпь: короткие рассказы и миниатюры. — М.: Детская литература, 1975. — 96 с.
- Голос ветра: рассказы и миниатюры. — М.: Советская Россия, 1976. — 158 с.: ил.
- Дорога над озером: [повесть и рассказы]. — М.: Современник, 1977. — 335 с.
- Сердце ключей: короткие рассказы, эссе, миниатюры. — М., 1977. — 326 с.: ил.
- Заозерные звоны. — М.: Советский писатель, 1980. — 400 с.: портр.
- Мороз и солнце: лирические миниатюры и повести. — М.: Детская литература, 1981. — 96 с.: ил.
- Глубокое на Глубоком. — М.: Современник, 1982. — 336 с. — (Новинки «Современника»).
- Пир на заре: миниатюры и стихотворения в прозе: [для ст. шк. возраста] / вступ. ст. В. Курбатов; худож. П. Багин. — М.: Советская Россия, 1982. — 160 с.: ил.
- Na vyhřătĕm břthu. — Vyšehrad, 1983. — 138, [4] с.
- Избранное: рассказы, повести. — М.: Советский писатель, 1984. — 543 с.: портр.
- Озарение радугой: лирическая повесть на темы искусства по мотивам жизни костромского художника А. Козлова: для сред. и ст. шк. возраста. — Л.: Детская литература. Ленингр. отд-ние, 1984. — 127 с.: портр.
- Заозерные Звоны. — М.: Советская Россия, 1986. — 383,[1] с.
- Красный огонёк: для дошк. возраста. — М.: Малыш, 1987. — [16] с.: цв. ил.
- Тепло родного очага: лирическая повесть о семье. — М.: Художественная литература, 1987. — 64 с. — (Роман-газета, № 14).
  - Тепло родного очага. - М.: Молодая гвардия, 1987. — 255 с.: ил.
- Дело генерала Раевского: роман [из истории войны 1812 года]. — М.: Армада, 1997. — 466, [14] с. — (Россия. История в романах).
  - Дело генерала Раевского. — Калининград: Терра Балтика, 2007. — 571 с.
- Тепло родного очага: рассказы и повести. — Калининград: Янтарный сказ, 2003. — 521, [1] с.
- Вот моя музыка!: стихи, поэмы, гимны / Ю. Куранов; сост. и ред. З.Куприянова, Г.Бич; предисл. В.Грешных; худож. Ю. Куранов. — Калининград: Изд-во РГУ, 2005. — С.165: ил.